# Looking Out Looking In
Looking Out Looking In ist ein Jazzalbum von Dom Minasi. Die vom 14. bis 16. Juli 2011 im Studio 104 in New York City entstandenen Solo-Aufnahmen erschienen 2011 auf Re:konstruKt.

## Hintergrund
Drei Tage im Juli 2011 verbrachte der Gitarrist Dom Minasi in dem New Yorker Studio 104 und spielte sieben Solo-Improvisationen auf der E-Gitarre ein. Die unter dem Titel Looking Out Looking In zusammengefassten Melodien bilden Minasis erstes Soloalbum überhaupt. Es ist eine Aufzeichnung mehrerer Tage, wobei er sich jeden Tag mit einer tonalen, traditionell geformten Improvisation und einer kontrastierenden Improvisation beschäftigte. Auf diese Weise versuchte er Wiederholungen und mögliche Langeweile zu vermeiden, die bei einem komplett unbegleiteten Album der Fall sein kann, wie Minasi in den Begleitnotizen zur Aufnahme erklärte.

## Titelliste
- Dom Minasi: Looking Out Looking In (Re:konstruKt re:053)[3]

1. Looking Out
2. Looking In
3. Looking Out Again
4. Looking In Again
5. Looking Out Again and Again
6. Looking In Again and Again
7. Looking Out Looking Out

Die Kompositionen stammen von Dom Minasi.

## Rezeption
Nach Ansicht von Bruce Lindsay, der das Album in All About Jazz rezensierte, ist Minasi ein erfahrener Improvisator mit einer umfangreichen Diskographie. Auf sich allein gestellt, wäre ein fantasievoller Spieler mit mehr als genug Ideen, um die Musik frisch und fesselnd zu halten. Diese Frische würde Minasi zumindest teilweise dadurch erreichen, dass er nicht mehr als drei Stücke pro Tag aufnahm und seine Improvisationen begann, ohne sich vorher aufzuwärmen. Minasis Spiel klinge melodisch und flüssig, und obwohl sein Ton überwiegend warm und einladend sei, sei er nicht abgeneigt, auch ein paar beunruhigendere Klänge zu erzeugen. Der Solo-Improvisation fehle vielleicht die aufregende Spannung, die durch den plötzlichen und unerwarteten Austausch zwischen Musikern in einem Ensemble entstehe, doch Looking Out, Looking In biete dafür andere Freuden.
Auf seine Art habe Minasi die Jazzgitarrentradition neu erfunden, meint Grego Applegate Edwards zu Looking Out Looking In. Minasis Spiel gelinge es, auf dieser Tradition aufzubauen, aber auch in die Randzonen der frei konzipierten Improvisation vorzustoßen. Für seine erste unbegleitete Solo-Gitarrenaufnahme würde er direkt beide Aspekte seines Spiels thematisieren. Tatsächlich erscheine er in einem „reinen“ Zustand vor uns, ohne Gesangsformen, Rhythmusbegleitung oder andere Ablenkungen. Man erhalte Einblicke in seine frühe akkordische Verwurzelung bei Johnny Smith und Wes Montgomery (ohne irgendetwas außer Andeutungen auf diese Ursprünge) und schließlich die gestartete Orbital-Space-Musik zu hören, die beide gleichermaßen Teil dessen sind, was ihn als Gitarrenmeister ausmache. Es sei Musik, zu der man zurückkehren und in die man hineinwachsen könne, um die verschiedenen musikalischen Strukturen, die er vor Ort erfindet, zu erkennen.